# Lamoriodes
Lamoriodes är ett släkte av fjärilar. Lamoriodes ingår i familjen tandspinnare.
Kladogram enligt Catalogue of Life:
| Lamoriodes | \| \| Lamoriodes metaleuca \| \| \| \| \| \| Lamoriodes metaphaea \| \| \| \| |
|            | \| \| Lamoriodes metaleuca \| \| \| \| \| \| Lamoriodes metaphaea \| \| \| \| |
|            | Lamoriodes metaleuca                                                          |
|            |                                                                               |
|            | Lamoriodes metaphaea                                                          |
|            |                                                                               |